# Aracs (folyóirat)
Az Aracs a délvidéki magyarság közéleti folyóirata.
Az Aracs című folyóirat első száma 2001. augusztus 20-án jelent meg, s azóta folyamatosan évente négyszer lát napvilágot. A szerkesztőség tagjait és munkatársait a Vajdaság egész területéről toborozza a kiadó, az Aracs Alapítvány. A szerkesztőség cselekvő kulturális elkötelezettsége révén előszeretettel ad teret közhasznú szellemi-erkölcsi párbeszédnek a lapban. 

## Jelenlegi munkatársak
- Főszerkesztő: Bata János
- Szerkesztőbizottság: Bata János, Gubás Ágota, Gubás Jenő, Gyurkovics Hunor, Mihályi Katalin, Mirnics Károly, Utasi Jenő
- Olvasószerkesztő: Gubás Ágota

## Külső hivatkozások
- az Aracs folyóiratról